# Effigy of the Forgotten
Effigy Of The Forgotten – debiutancki album brutaldeathmetalowej grupy Suffocation, wydany 22 października 1991 roku. Płyta została zarejestrowana w Morrisound Recording w Tampie w stanie Floryda. Mastering odbył się w studiu Future Disc w Hollywood w Kalifornii. Album został dedykowany pamięci amerykańskiego basisty Rogera Pattersona (1968-1991) członka zespołu Atheist.

## Lista utworów
Opracowano na podstawie materiału źródłowego.
1. „Liege Of Inveracity” (sł. Barohn; muz. Cerrito, Hobbs) - 4:30
2. „Effigy Of The Forgotten” (sł. Barohn; muz. Cerrito, Barohn, Hobbs) - 3:50
3. „Infecting The Crypts” (sł. Cerrito; muz. Cerrito, Barohn, Hobbs) - 4:49
4. „Seeds Of The Suffering” (sł. Mullen; muz. Cerrito, Hobbs) - 5:52
5. „Habitual Infamy” (sł. Cerrito; muz. Cerrito, Hobbs) - 4:16
6. „Reincremation” (sł. Cerrito, Barohn; muz. Cerrito, Smith) - 2:54 (gościnnie George „Corpsegrinder” Fisher)
7. „Mass Obliteration” (sł. Barohn, Smith; muz. Cerrito, Barohn, Hobbs) - 4:32 (gościnnie George „Corpsegrinder” Fisher)
8. „Involuntary Slaughter” (sł. Mullen; muz. Hobbs) - 3:02
9. „Jesus Wept” (sł. Barohn; muz. Cerrito, Hobbs) - 3:42

## Twórcy
Opracowano na podstawie materiału źródłowego.
| - Frank Mullen – śpiew - Doug Cerrito – gitara - Terrance Hobbs – gitara - Josh Barohn – gitara basowa - Mike Smith – perkusja |  | - Tom Greenwood – oprawa graficzna - Dan SeaGrave – okładka - Scott Burns – inżynieria dźwięku, miksowanie, produkcja muzyczna - Eddy Shreyer – mastering |

## Wydania
| Rok  | Nr katalogowy | Nośnik | Wytwórnia          | Region            |
| ---- | ------------- | ------ | ------------------ | ----------------- |
| 1991 | RC 9275-2     | CD     | Roadrunner Records | Stany Zjednoczone |
| 1991 | RCC927        | CS     | Roadrunner Records | Stany Zjednoczone |
| 1991 | RC 9275-1     | LP     | Roadrunner Records | Stany Zjednoczone |